# No. 617 Squadron RAF
617ème Escadron (RAF)
Le No. 617 Squadron, surnommé « The Dambusters », est un escadron de la Royal Air Force (RAF) basé à la RAF Marham dans le Norfolk, en Angleterre.

## Histoire
L'escadron est actif sur plusieurs périodes : de 1943 à 1955, de 1958 à 1981, de 1983 à 2014 et à partir de 2018.
Durant la Seconde Guerre mondiale, il participe, en 1943, à l'Opération Chastise contre des barrages allemands. En 1944, il participe à l'Opération Catechism, équipé de Tallboy, des bombes perforantes de 5 tonnes, pour couler le Tirpitz. A partir du 14 mars 1945, il employé également des bombes Grand Slam de 10 tonnes.
Sa participation est attestée au titre de l'opération Crossbow.

### UK Carrier Strike Group 21
En mai 2021, le 617e Escadron a embarqué huit F-35B Lightning à bord du HMS Queen Elizabeth (R08) dans le cadre du Carrier Strike Group 2021 (CSG21), opérant aux côtés du VMFA-211 de l'United States Marine Corps en tant que composant à voilure fixe. Le 16 novembre 2021, l'un des chasseurs F-35B de l'escadron s'est écrasé lors d'opérations en Méditerranée. Le pilote a pu s'éjecter en toute sécurité.